# Karotisdreieck

Karotisdreieck

Bei dem Karotisdreieck oder Trigonum caroticum handelt es sich um eine Unterregion der vorderen Halsregion (Regio cervicalis anterior). Die anatomischen Begrenzungen dieses Dreiecks sind der Musculus sternocleidomastoideus, der Musculus omohyoideus sowie der hintere Bauch des Musculus digastricus. Bei gestrecktem Hals ist das Karotisdreieck unter dem Unterkiefer sichtbar.
Inhalte der Region sind die Arteria carotis communis (kranial gegabelt in die Arteria carotis interna sowie externa), die Vena jugularis interna, die Nervi hypoglossus, vagus und accessorius, die Ansa cervicalis, das Glomus caroticum sowie der Truncus sympathicus mit seinen Ganglien (z. B. Ganglion cervicale superius).

## Klinik
Im Trigonum caroticum lässt sich bei leicht gestrecktem Hals der Puls der Arteria carotis communis fühlen. Durch Druck auf das Karotisdreieck werden Druckrezeptoren im Sinus caroticus stimuliert, die Informationen an das Kreislaufzentrum in der Medulla oblongata weiterleiten. Durch den dabei ausgelösten Karotissinusreflex wird durch Aktivierung des Parasympathikus die Herztätigkeit verlangsamt und der Blutdruck gesenkt. Ein Schlag auf das Karotisdreieck kann deshalb zur Ohnmacht führen. Im Bereich des Trigonum caroticum kann die Arteria carotis communis gegen den sechsten Halswirbel gedrückt und dadurch komprimiert werden. Bei einem längeren Verschluss kann die dadurch bedingte arterielle Unterversorgung im Gehirn zu schweren Schädigungen führen.